# Popis mjesta svjetske baštine u Aziji
Ovo je UNESCO-ov popis mjesta Svjetske baštine u Aziji. Mjesta koja su obilježena zvjezdicom (*) se također nalaze na popisu ugroženih mjesta svjetske baštine.

## A

### Afganistan(2)
- 2002. – Minaret i arheološka nalazišta kod Džama *
- 2003. – Kulturni krajolik i arheološka nalazišta u dolini Bamiyana (Budine statue u Bamiyanu koje su 2001. razorili talibani) *

### Armenija(3)
- 1996. – Samostani Haghpat i Sanahin
- 2000. – Katedrala i crkve Ečmijadzina i arheološki lokalitet Zvartnoc u Ečmijadzinu
- 2000. – Samostan Geghard i dolina gornjeg toka Azata

### Azerbajdžan(4)
- 2000. – Stari grad (Baku) sa Širvanšahovom palačom i Tornjem djeva
- 2007. – Petroglifi nacionalnog parka Gobustan
- 2019. – Povijesno središte Šekija s Kanovom palačom
- 2023. – Hirkanijske šume, zajedno s Iranom
- 2023. – Kulturni krajolik naroda Hinaluga i “Köç Yolu” put transhumance

## B

### Bahrein(3)
- 2005. – Arheološko nalazište Qal'at al-Bahrain
- 2012. – Lov na bisere, svjedočanstvo otočkog gospodarstva (otok Muharak)
- 2019. – Dilmunski grobni humci

### Bangladeš(3)
- 1985. – Povijesni grad džamija Bagerhat
- 1985. – Ruševine budističkog samostana Somapura Mahavihara u Paharpuru
- 1997. – Nacionalni park Sundarbans, najveći ekosustav mangrova na svijetu, dijeli ga s Indijom ()

## C

### Cipar(3)
- 1980. – Ruševine Pafosa
- 1985. – Oslikane crkve u području Tróodosa
- 1998. – Neolitsko naselje Hirokitia

## F

### Filipini(6)
1. 1993. – Filipinske barokne crkve u Manili, Paoayu i Miagau ()
2. 1993. – Koraljni greben Tubbataha ()
3. 1995. – Terase rižinih polja Filipinskih Kordiljera
4. 1999. – Nacionalni park Puerto Princesa Subterranean River kod Puerto Princesa na Palawanu ()
5. 1999. – Povijesni grad Vigan
6. 2014. – Rezervat divljine gorja Hamiguitan ()

## G

### Gruzija(3)
- 1994. – Povijesni spomenici u gradu Mcheta *
- 1994. – Katedrala Bagrati i samostan Gelati u Kutaisiju*
- 1996. – Brdska sela u području Svaneti
- 2021. – Kolhske prašume i močvarna područja

## I

### Indonezija(9)
1. 1991. – Nacionalni park Komodo
2. 1991. – Nacionalni park Ujung Kulon na Javi s vulkanom Anak Krakatau
3. 1991. – Budistički hramski kompleks Borobudur
4. 1991. – Hinduistički hramski kompleks Prambanan
5. 1996. – Paleontološka nalazišta kod Sangirana
6. 1999. – Nacionalni park Lorentz
7. 2004. – Tropske kišne šume na Sumatri
8. 2012. – Kulturni krajolik pokrajine Bali: sustav subaka kao utjelovljenje Tri Hita Karana filozofije
9. 2019. – Baština rudnika ugljena Ombilin u Sawahluntu

### Irak(6)
1. 1985. – Ruševine partskog grada Hatra*
2. 2003. – Ašur *
3. 2007. – Arheološki lokalitet Samarra *
4. 2014. – Erbilska citadela
5. 2016. – Ahvar u južnom Iraku, otok bioraznolikosti i drevnog krajolika mezopotamijskih gradova ()
6. 2019. – Babilon

### Izrael(9)
1. 2001. – Masada
2. 2001. – Stari dio Akre
3. 2003. – Bijeli grad Tel Aviva
4. 2005. – Ruševine biblijskih brežuljaka Megiddo, Hazor i Tel Beer Ševa u pustinji Negev ()
5. 2005. – Put tamjana: naselja u pustinji Negev ()
6. 2008. – Svetišta Bahá'í u Haifi i na zapadu Galileje
7. 2012. – Mjesta ljudske evolucije na planini Karmel: špilje Nahal Me’arota / Wadi el-Mughare
8. 2014. – Špilje Maresha i Bet-Guvrin u nizinama Judeje kao mikrokozmos Zemlje špilja ()
9. 2015. – Nekropolis Bet She’arim: spomen Židovske obnove

## J

### Jemen(5)
1. 1982. – Stari dio grada Šibam s gradskim zidinama*
2. 1988. – Stari dio grada Sane* ()
3. 1993. – Povijesna jezgra grada Zabid-a *
4. 2008. – Otočna skupina Sokotra ()
5. 2023. - Znamenitosti antičkog kraljevstva Saba, Marib*

### Jordan(6)
1. 1985. – Ostaci Petre
2. 1985. – Pustinjska tvrđava Kusair Amra
3. 2004. – Arheološka nalazišta Um er-Rasas
4. 2011. – Zaštićeno područje Wadi Rum
5. 2015. – Mjesto Krštenja, Betanija iza Jordana (Al Magtas)
6. 2021. – As -Salt - mjesto tolerancije i urbanog gostoprimstva

## K

### Kambodža(4)
1. 1992. – Arheološki park Angkora (Angkor Wat, Angkor Thom, Banteay Srei, Bayon, Prasat Kravan, Ta Prohm, Ta Som)
2. 2008. – Hram Prasat Preah Vihear
3. 2017. – Hramsko područje Sambor Prei Kuk, arheološki lokalitet starog Ishanapura
4. 2023. – Koh Ker: Arheološko nalazište drevne Lingapure ili Chok Gargyara

### Katar(1)
1. 2013. – Al Zubarah

### Kazahstan(5)
1. 2003. – Mauzolej Hodže Ahmeda Jasavija
2. 2004. – Petroglifi u Tanbaljiju
3. 2008. – Kazahstanski prag – stepe i jezera sjevernog Kazahstana sa zaštićenim područjima prirode ()
4. 2014. – Put svile, mreža putova u koridoru Chang'an-Tianshan
5. 2016. – Zapadni Tanšan, zajedno s Kirgistanom i Uzbekistanom

### Kirgistan(3)
1. 2009. – Sulejmanova planina
2. 2014. – Put svile, mreža putova u koridoru Chang'an-Tianshan
3. 2016. – Zapadni Tanšan, zajedno s Kazahstanom i Uzbekistanom

## L

### Laos(3)
1. 1995. – Luang Prabang s kraljevskom palačom i budističkim samostanima
2. 2001. – Četvrt hramova Vat Fou i kultivirana pokrajina Čampasak
3. 2019. – Ravnica ćupova

### Libanon(5)
1. 1984. – Omejidske ruševine kod grada Andžara
2. 1984. – Ruševine Baalbeka
3. 1984. – Ruševine Biblosa
4. 1984. – Ruševine Tira
5. 1998. – Sveta Dolina Kadiša i šuma libanonskog cedra, Božji cedrovi ()

## M

### Malezija(4)
1. 2000. – Nacionalni park Kinabalu ()
2. 2000. – Nacionalni park Gunung Mulu ()
3. 2008. – Melaka i George Town, Penang: Povijesni gradovi uz Malajski prolaz
4. 2012. – Arheološka nalazišta doline Lenggong

### Mjanmar(2)
- 2014. – Drevni gradovi Pyua (Halin, Beikthano i Sri Ksetra)
- 2019. – Bagan

### Mongolija(6)
1. 2003. – Udolina Uvs-Nuur ()
2. 2004. – Kulturni krajolik Doline Orhona
3. 2011. – Petroglifi mongolskog Altaja
4. 2015. – Velika Burhan Haldun planina i njezin sveti okolni krajolik
5. 2017. – Krajolici Daurije, zajedno s Rusijom ()
6. 2023. - Spomenici jelenskog kamenja i srodna nalazišta iz brončanog doba

## N

### Nepal(4)
1. 1979. – Dolina Katmandu
2. 1979. – Nacionalni park Sagarmatha ()
3. 1984. – Nacionalni park Chitwan ()
4. 1997. – Lumbini (rodno mjesto Bude)

## O

### Oman(5)
1. 1987. – Utvrda Bahla
2. 1988. – Arheološki lokaliteti Bat, Al-Khutm i Al-Ajn iz brončanog doba
3. 2000. – Zemlja tamjana – Stabla tamjana i mjesta trgovanja tamjanom u Dhofaru ()
4. 2006. – Sustav za navodnjavanje Afladž ()
5. 2018. – Drevni grad Kalhat

- 1994. – Zaštićeno područje za životinje u pustinji Omana (domovina arapskih oriks antilopa) 1

## P

### Pakistan(6)
- 1980. – Ostaci grada Mohendžo Daro
- 1980. – Budističke ruševine Takht i Bahi
- 1980. – Grad ruševina Taxila
- 1981. – Utvrda Lahore i vrtovi Šalimar u Lahoreu *
- 1981. – Ruševine i grad mrtvih grada Thatta, Makli
- 1997. – Utvrda Rohtas

### Palestina(4)
- 1981. – Stari grad Jeruzalem*
- 2012. – Rodno mjesto Isusa: Bazilika Rođenja Isusova i hodočasničke staze Betlehema*
- 2014. – Battir, palestinska zemlja maslina i vina – kulturni krajolik južnog Jeruzalema*
- 2017. – Stari grad Hebron/Al-Halil*

## R

### Rusija(27)
Za druga ruska zaštićena mjesta vidjeti popis mjesta svjetske baštine u Europi

## S

### Saudijska Arabija(6)
1. 2008. – Arheološko nalazište Iako'in Salih
2. 2010. – Saudijska stara prijestolnica Diraja
3. 2014. – Povijesna Džeda, vrata za Meku
4. 2015. – Petroglifi pokrajine Ha'il
5. 2018. – Hasa, evolvirajući kulturni krajolik
6. 2021. – Kulturni krajolik Bir Hime[2]

### Sjeverna Koreja(2)
1. 2004. – Kompleks Koguryo grobnica dinastije Goguryeo kod Pjongjanga i Nampoa
2. 2013. – Povijesni spomenici i mjesta u Kaesongu

### Singapur(1)
1. 2015. – Singapurski botanički vrtovi

### Sirija(6)
1. 1979. – Stari dio Damaska*
2. 1980. – Ruševine Palmire*
3. 1980. – Stari dio Bosre, ukljućujući amfiteatar*
4. 1988. – Stari dio Alepa*
5. 2006. – Krak des Chevaliers i Saladinova citadela, utvrde iz Križarskih ratova*
6. 2011. – Drevna sela sjeverne Sirije*

## Š

### Šri Lanka(8)
1. 1982. – Sveti grad Anuradhapura
2. 1982. – Ruševine Polonnaruwa
3. 1982. – Ostaci utvrde na monolitu Sigirija
4. 1988. – Zaštićeno područje prirode Sinharaja ()
5. 1988. – Sveti grad Kandy
6. 1988. – Stari grad i utvrda Galle
7. 1991. – Spiljski hram Dambulla
8. 2010. – Središnja visoravan Šri Lanke ()

## T

### Tadžikistan(3)
1. 2010. – Predurbano središte Sarazma
2. 2013. – Nacionalni park Tadžik ()
3. 2023. - Put svile: Koridor Zarafšan-Karakum, zajedno s Uzbekistanom i Turkmenistanom

### Tajland(6)
1. 1991. – Povijesni grad Sukotaj s pripadajućim lokalitetima
2. 1991. – Povijesni grad Ajutaja
3. 1991. – Životinjski rezervati Thung Jai Naresuan i Huai Kha Khaeng ()
4. 1992. – Arheološki lokalitet Bančiang
5. 2005. – Šumski kompleks Dong Faja Jen brdskog niza, uključujući nacionalni park Khao Jai ()
6. 2021. – Šumski kompleks Kaeng Krachan

### Turkmenistan(4)
1. 1999. – Državni povijesni i kulturni park starog grada Merva
2. 2005. – Köneürgenç
3. 2007. – Partska utvrda Nisa
4. 2023. - Put svile: Koridor Zarafšan-Karakum, zajedno s Uzbekistanom i Tadžikistanom

### Turska(19)
Za druga turska zaštićena mjesta vidjeti Popis mjesta svjetske baštine u Europi.

## U

### Ujedinjeni Arapski Emirati(1)
1. 2011. – Kulturna mjesta Al Aina (Hafit, Hili, Bidaa Bint Saud i oaze)

### Uzbekistan(6)
1. 1990. – Ičan Kala, stari dio grada Hive
2. 1993. – Stari dio Buhare
3. 2000. – Stari dio Šahrisabza*
4. 2001. – Samarkand – raskrižje kultura
5. 2016. – Zapadni Tanšan, zajedno s Kazahstanom i Kirgistanom
6. 2023. - Put svile: Koridor Zarafšan-Karakum, zajedno s Tadžikistanom i Turkmenistanom

## V

### Vijetnam(8)
- 1993. – Carski grad Hue
- 1994. – Zaljev Ha Long, prošireno 2023. i na otočje Cát Bà
- 1999. – Stari dio grada Hội An
- 1999. – Hramski grad My Son
- 2003. – Nacionalni park Phong Nha Ke Bang
- 2010. – Središnji dio carske citadele Thang Long u Hanoiju
- 2011. – Citadela dinastije Ho
- 2014. – Trang An, pejzažni kompleks

## Vanjske poveznice
- UNESCO Svjetska baština – službene stranice